# Швебиш-Халль (район)
Швебиш-Халль (нем. Landkreis Schwäbisch Hall) — земельный район в Германии (ФРГ), на территории Земли Баден-Вюртемберг.
Центр земельного района (столица) — город Швебиш-Халль. Земельный район входит в землю Баден-Вюртемберг. Подчинён административному округу Штутгарт. Занимает площадь 1484,06 км². Население — 189 842 человека. Плотность населения — 128 человек/км². Официальный код земельного района — 08 1 27. Земельный район подразделяется на 30 общин.

## История формирования
На территории теперешнего земельного района Швебиш-Халль в последние годы Священной Римской империи империи существовало множество церковных, светских и рыцарских владений, которые в годы медиатизации (1802 — 1810) в полном составе достались курфюршеству, позднее королевству Вюртемберг в виде репарации: в том числе части княжеств Гогенлоэ, прусской короны (через Баварию), графств Лимпург и Эттинген, монастырей Муррхардт, Лорш и Адельберг, рыцарского монастыря Комбург, княжеского прихода Эльванген, Тевтонского Ордена, имперских городов Халль, Гмюнд и Динкельсбюль, и наконец, владения многочисленных рыцарей, относящихся к рыцарским кантонам Альтмюль, Кохер и Оденвальд.
Только на юге имелись отдельные территории, которые уже ранее принадлежали герцогству Вюртемберг, среди них часть владения фогта Вестхайм, которую оно благодаря Реформации получило от монастыря Муррхардт, и ряд территорий графства Лимпург, которые оно приобрело, начиная с 1780 года.
Наибольшую площадь занимала территория имперского города Халль (примерно 500 км²). Историческая структура поселений, разделенная на большое количество малых единиц, проявляется и сегодня в наличии многочисленных населенных пунктов, которые до территориальной реформы начала 1970-х годов находились в составе 104 общин, большинство из которых было небольшими.
Из территорий, выделенных Вюртембергу решением Имперского Сейма о ликвидации церковных и мелких самостоятельных владений, курфюрст Фридрих образовал собственное государство Новый Вюртемберг, в которое входила почти вся территория района. После того как Фридрих был провозглашен королем, в 1806 году он объединил оба государства — Старый и Новый Вюртемберг — в единое королевство Вюртемберг, которое он после многочисленных экспериментов в 1810 году разделил на округа (Oberämter).
Уже в 1802/03 годах возник округ Халль, который включал преимущественно территорию бывшего имперского города. На землях графства Лимпург в 1806 году был основан округ Гайльдорф.
Наконец, в 1810 году за ними последовали сначала прусские, а затем баварские округа Крайльсхайм и Блауфельден, административный центр которого в 1811 году был переведен из Блауфельдена в Герабронн. Эти четыре округа, которые в 1934 году были переименованы в районы (Kreise), существовали до 1938 года.
Закон об административном делении, от 25 апреля 1938 года, упразднил к 1 октября 1938 года в целом 27 районов, в том числе Гайльдорф и Герабронн. Большая часть района Гайльдорф с Лимпургским краем вошла в состав района Бакнанг, а остальная часть бывшего округа была включена в район Халль, который пополнился также общинами Бюлертанн и Бюлерцелль (ранее округ Эльванген), а также отдельными общинами округов Кюнцельзау и Эринген.
Значительно увеличившийся округ Крайльсхайм получил 31 из 35 общин Герабронна, а также Эттенхаузен и Зимпрехтсхаузен (ранее округ Кюнцельзау).

## Города и общины (численность населения)
Города
1. Крайльсхайм (32 439)
2. Гайльдорф (12 592)
3. Гераброн (4 579)
4. Ильсхофен (6 120)
5. Кирхберг-на-Ягсте (4 452)
6. Лангенбург (1 894)
7. Шроцберг (6 124)
8. Швебиш-Халль (36 660)
9. Фельберг (4 317)

Объединения общин
Общины
1. Блауфельден (5 338)
2. Браунсбах (2 421)
3. Бюлертан (3 138)
4. Бюлерцелль (2 049)
5. Фихтенау (4 559)
6. Фихтенберг (2 914)
7. Франкенхардт (4 721)
8. Кресберг (3 979)
9. Майнхардт (5 630)
10. Михельбах-на-Бильце (3 438)
11. Михельфельд (3 609)
12. Оберрот (3 749)
13. Оберзонтайм (4 769)
14. Розенгартен (5 227)
15. Рот-ам-Зее (5 157)
16. Заттельдорф (5 254)
17. Штимпфах (3 117)
18. Зульцбах-Лауфен (2 564)
19. Унтермюнкхайм (3 029)
20. Вальхаузен (3 752)
21. Вольпертсхаузен (1 999)

## Достопримечательности
- Лангенбург – дворцово-замковая резиденция.